# كينجيرو أزوما
كينجيرو أزوما (باليابانية: 吾妻 兼治郎، ولد في 12 مارس 1926 في ياماغاتا في اليابان؛ وتوفي في 15 أكتوبر 2016 في ميلانو، إيطاليا) كان نحاتًا يابانيًّا، عاش وعمل في إيطاليا. ينتمي لمجموعة من أهم ممثلي فن النحت الياباني في فترة ما بعد الحرب العالمية الثانية.

## الحياة والعمل

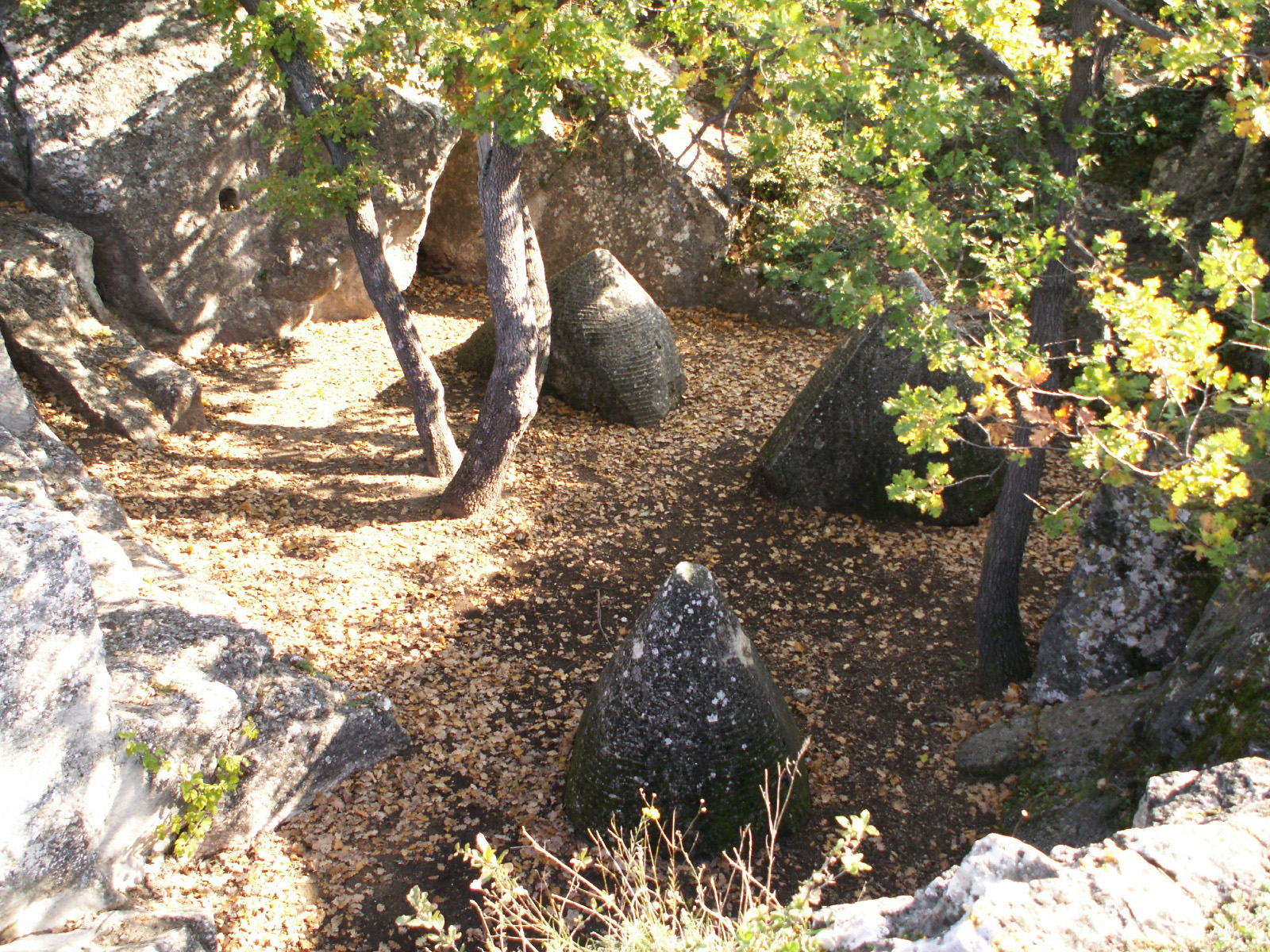
ندوة النحاتين الأوروبيين، سانت مارجريتن – بورجنلاند/النمسا، كينجيرو أزوما

ينتمي أزوما لعائلة لها باع طويل في أعمال البرونز اليدوية. في 1943 أُلحق أزوما بسلاح الطيران التابع للبحرية الإمبراطورية اليابانية. وبعد نهاية الحرب العالمية الثانية، عاد إلى ياماجاتا حيث التحق هناك بالمدرسة الثانوية. وبين عامي 1949 و1954 درس فن النحت في جامعة طوكيو للفنون. وحصل على فرصة دراسة الماجستير لمدة عامين، حيث تتلمذ على يد نحاتين إيطاليين مثل إيمليو جريكو وبرسل فازيني ولوتشيانو منجوزي وجياكومو مانزو وفوق هؤلاء جميعًا تتلمذ على يد مارينو ماريني.
في 1956 أصبح أزوما مساعدًا في الجامعة. وبعد ذلك بقليل من الوقت، قرر الانتقال إلى إيطاليا. حيث حصل على منحة دراسية من الدولة وبدأ الدراسة في جامعة الفنون الجميلة في ميلان. في 1958، أقام أزوما أول معرض فني خاص به في ماركو في ياماجاتا. وخلال دراسته في أكاديمية الفنون الجميلة في بريرا، كان تلميذًا للنحات مارينو ماريني الذي كان أستاذًا للنحت بالأكاديمية، وأصبح بعد ذلك مساعدًا له. وأقيم أول معرض لأزوما في أوروبا في 1961 في مينيما جالاريا في ميلانو. وفي 1961 شارك في معرض الفن والتأمل Arte e Contemplazione في بالازو جراسي في البندقية. حيث خُصصت حجرة لعرض أعماله. في عام 1963، فاز بجائزة المتحف الوطني للفن الحديث من اليابان. وكانت هذه الجائزة الأولى من بين مجموعة من الجوائز الدولية التي تلقاها لاحقًا.
في الستينيات أقام أزوما معارض خاصة في كل من ألمانيا وإيطاليا وسويسرا. كما اشترك مع عدد من الفنانين اليابانيين في المعارض الفنية السنوية المقامة في طوكيو. في 1968، دُعي إلى معرض دوكومينتا 3 documenta III في كاسل الألمانية. في 1968، أنجز مع ألبرتو بوري و أنتوني تابياس أعمال معرض فني لأحد الأديرة الفرنسيسكانية. رفض الرهبان المحليون تصميمه الخاص بصلب المسيح، لكن عمله أضيف في النهاية إلى مجموعة الأعمال الفنية المقدسة للمتاحف الفاتيكانية وذلك بفضل شفاعة من البابا بولس السادس.
خلال فترة السبعينيات أقام أزوما عددًا من المعارض الفنية الخاصة في اليابان (طوكيو وياماجاتا وأوساكا في 1974)، كما أقام معارض فنية أخرى في هولندا وإيطاليا (ميلانو: جالاريا شتندهال Galleria Stendhal في 1975 و1979)، وفي يوغوسلافيا (أراندجيلوفاتس وبلغراد في 1976)، وفي فيلا ريالي Villa Reale في مونزا 1979. شارك كذلك في معرض إكسبو 70 في أوساكا وكان من بين المشاركين في معرض Art japonaise d'Aujourd'hui في متحف سيرنوشي في باريس.